# Diego del Corro y Carrascal
Diego del Corro y Carrascal (Fuente de Cantos, ¿? - Quito, 1673) fue un jurista español que desempeñó importantes cargos en la administración colonial de la América hispana, entre otros el de Presidente de la Real Audiencia de Santa Fe de Bogotá (1666-67) y de la de Quito.

## Biografía

### Origen familiar

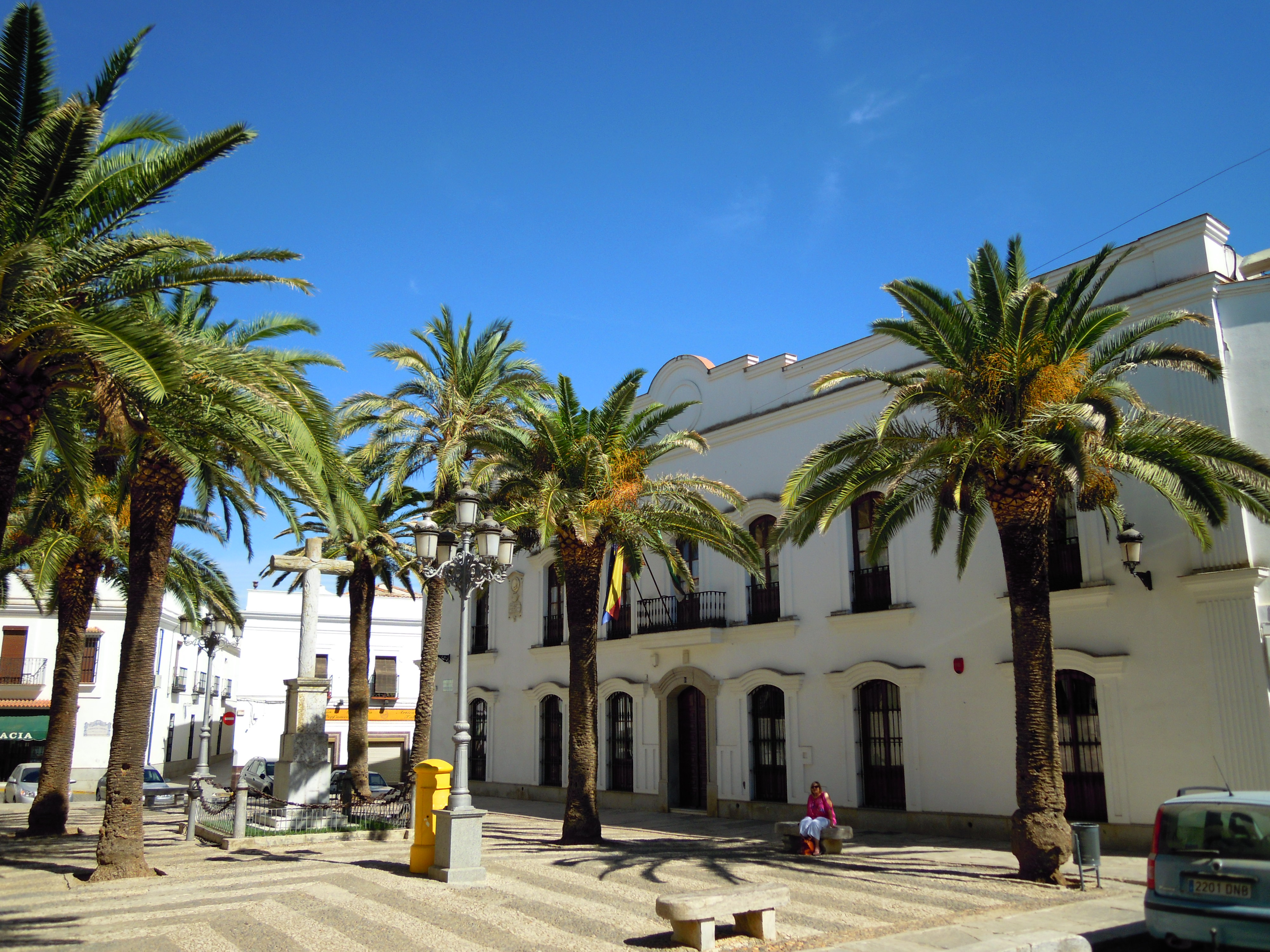
Fuente de Cantos

Nacido en la Villa de Fuente de Cantos en Extremadura, pertenecía a una familia de inquisidores. Se graduó en cánones y leyes en el Colegio Mayor de Maese Rodrigo en Sevilla. A diferencia de muchos presidentes de la Auidencia que más bien estudiaron en la Universidad de Salamanca o la de San Marcos de Lima. Su padre fue Gonzalo Fernández del Corro, quien había nacido en Fuente de Cantos y su madre fue María Carrascal, quien era oriunda de Valencia del Ventoso. Vino de una familia importante y se conoce que sus abuelos paternos fueron Rodrigo García Guerrero y Beatriz Domínguez del Corro, quienes habían nacido en la villa de Fuente de Cantos. Beatriz era a su vez hermana de Juan de Escobar del Corro, quien fuera fiscal del Consejo de la Suprema y General Inquisición, según los registros que existen del 13 de febrero de 1644. Además ocuparía el rol de consejero a partir del 21 de febrero de 1646. Por la parte materna, sus abuelos fueron Gonzalo Rodríguez Carrascal, natural de Valencia del Ventoso, y Catalina Muñoz, natural de la villa de Monasterio.El 21 de agosto de 1647 después de graduarse de bachiller en Cánones ingresó al Colegio de Santa María de Jesús de Sevilla donde lograría graduarse, con grados mayores de licenciado, en la disciplina de Cánones el 18 de noviembre de 1647, donde continuaría con sus estudios alcanzando el grado de doctor en la misma facultad el 24 de noviembre de 1647.   

### Inquisidor en Cartagena de Indias

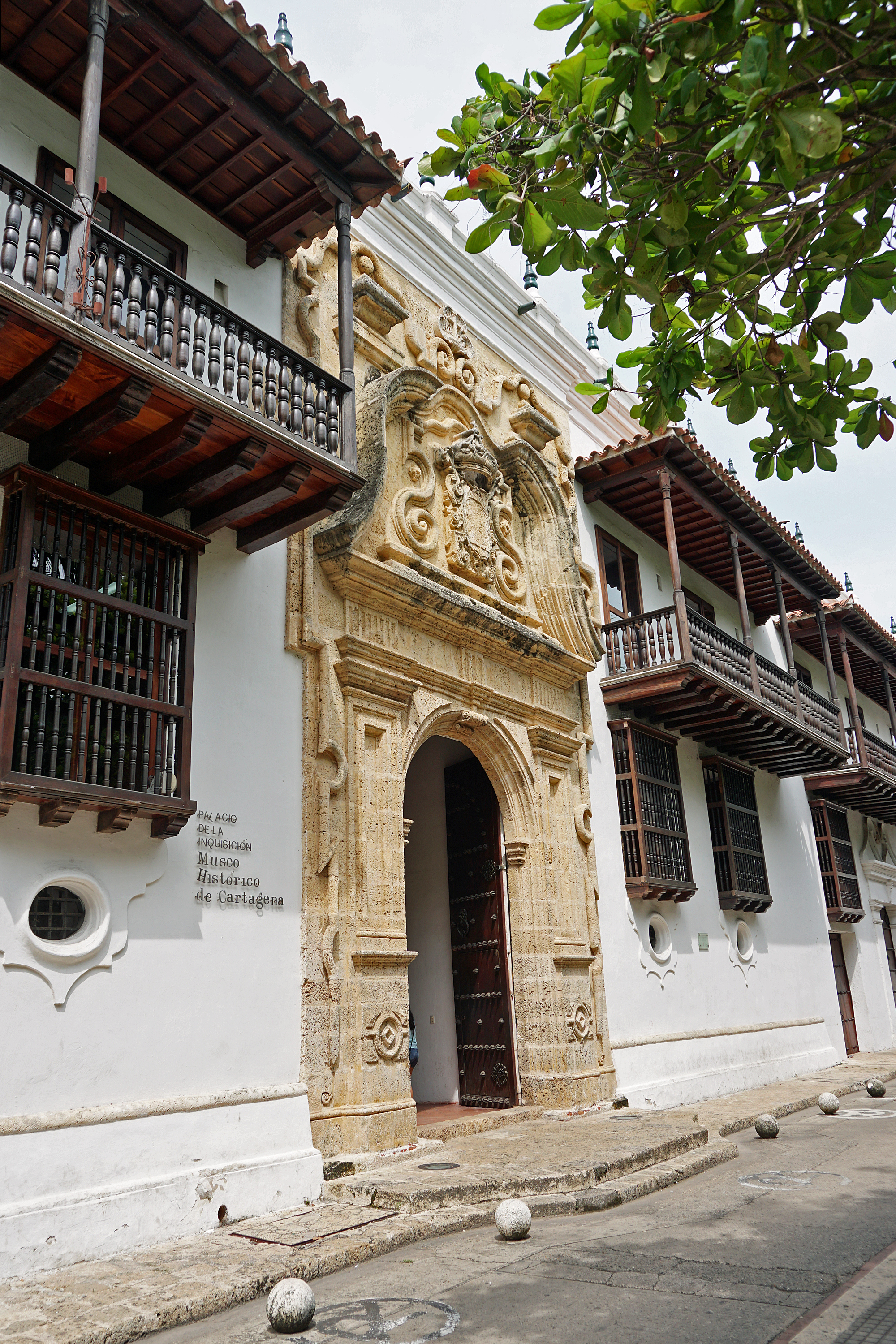
Palacio de la Inquisición de Cartagena de Indias

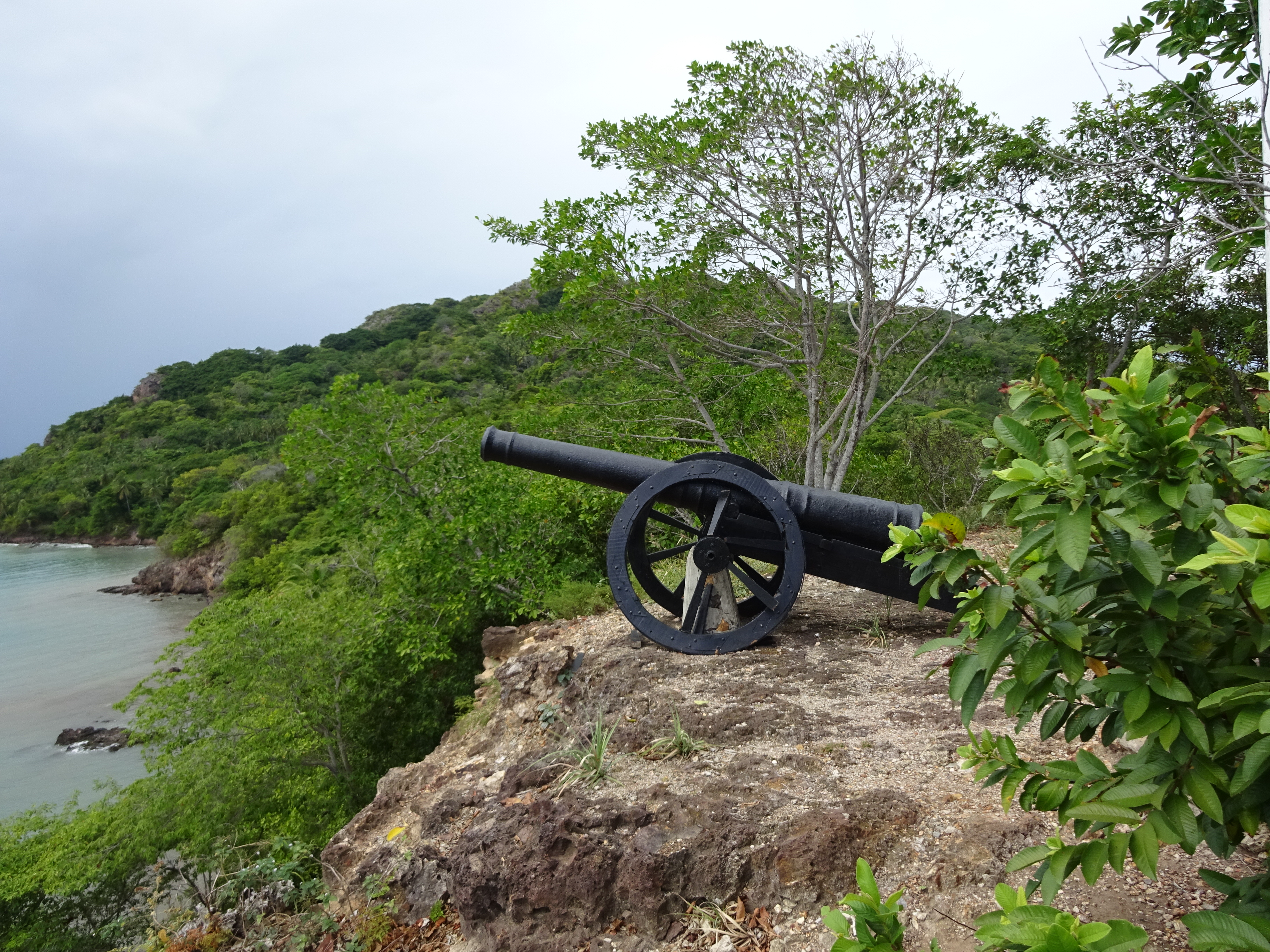
Cañón del Fuerte Morgan en Santa Catalina

En el año de 1650 fue nombrado inquisidor del Tribunal del Santo Oficio, como se conocía a la inquisición, pero en esta ocasión a diferencia de sus antepasados sería ocn destino a América para instalarse en la ciudad de Cartagena de Indias. Su licencia de embarque fue otorgada el 13 de mayo de 1652. La oficina de Cartagena, junto con la de Lima eran las principales del santo oficio en Sudamérica. Cuando la isla de Santa Catalina fue ocupada por tropas extranjeras fue nombrado presidente provisional por lo que bajo su gobierno, en 1667, las tropas españolas reconquistaron la isla de Santa Catalina. Después de esto, no pudo volver a ocupar su cargo en el Santo Oficio debido a que sus compañeros lo rechazaron y a que se le nombró reemplazo. Sin embargo por sus méritos la Corona lo recompensó y fue designado como presidente de la Audiencia de Quito. Esto ocurrió catorce años después de que fue asignado como iqnuisidor y se debió principalmente a la muerte del presidente de la Real Audiencia de Santa Fe, licenciado Egues y Beaumont, se hizo cargo de la presidencia interina (12 de junio de 1666) manteniéndose en ella hasta mediados del año siguiente, época en la cual informaba a la Corte sobre una serie de faltas de la Audiencia y, sobre todo, de la inconveniencia de que permaneciera en ella el oidor Francisco de Leyva, no sólo porque se había ganado la voluntad de sus compañeros, sino porque mantenía comercio ilícito por interpósitas personas.

### Presidente de la Audiencia de Quito
El título de Presidente de la Audiencia fue despachado el 13 de abril de 1669 y tomaría posesión recién el año siguiente un 20 de septiembre de 1670, según consta en los registros oficiales. De esta manera también se dispondría que visite el oidor Luis de Losada y Quiñones, con quien debería trabajar en conjunto. Un año siguiente después de su posesión los peligros en las costas no mermaron, esta vez no era Cartagena sino Guayaquil. Tuvo que enviar ayuda para defender el puerto frente a las noticias que le había comunicado el virrey del Perú sobre la llegada de doce barcos ingleses, para ser específicos bajeles, que al momento se encontraban en las costas del sur puesto que habían logrado atravesar el cabo de hornos y estaban navegando en las costas de Valdivia, lo que correspondía a la capitanía general de Chile. Además de la defensa de Guayaquil que debió enfrentar, suceso que no fue tan crítico como los ataques por piratas holandeses defendidos por la dinastía Tomalá en los primeros años del siglo XVII o la llegada del Pirata Rogers en inicios del siglo XVIII, también se caracterizó Diego del Corro por su afición a los toros.  

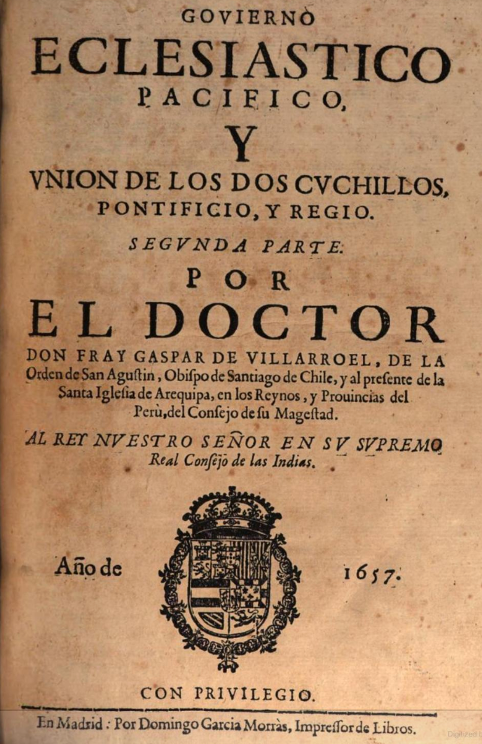
Gobierno Eclesiástico Pacífico, donde Gaspar de Villarroel recomienda no asistir a las corridas de toros

#### Del Corro y Carrascal y la tauromaquia
Al respecto comenta el historiador Rodolfo Pérez:

Echo de menos en Quito una plaza de toros, y, como español de raza no pudo pasar sin corridas: todos los juegos hacia sacar de la casa de rastro los novillos que hubiera para el abasto de carne, y los mandaba lidiar en la plaza mayor: la corrida principiaba desde las dos de la tarde; y, aunque los novillos estaban contenidos por lazos, sin embargo, las desgracias eran frecuentes. En la plaza mayor estaba entonces el mercado, y las indias vendedoras de víveres, y sucedió que muchas de ellas fueran estropeadas por los otros. El presidente presenciaba las corridas desde la galería de la Audiencia, Asimismo todos los sábados, a las cinco de la tarde, había corridas en la plazuela llamada de la carnicería, porque estaba delante de la casa de rastro, y el Presidente las veía, lleno de gusto, de una ventana de una casa cualquiera.
Rodolfo Pérez - Diccionario biográfico de Ecuador

Se debe recordar que las corridas te toros fueron siempre muy populares, ante la ausencia de la plaza de toros, típicas del siglo XX, en esta época la plaza era literalmente la plaza de la ciudad que se cerraba, liberando a un toro para empezar el espectáculo. La muerte del animal, a manera de sacrificio, era prohibida por la iglesia, según se pueden ver los escritos de Gaspar de Villarroel en Gobierno Eclesiástico Pacífico. Esta práctica que tenían sus raíces en rituales paganos era rechazada por la iglesia, a pesar de que gozaba de relativa popularidad desde los inicios de la fundación de la Audiencia, y era compartida por los indígenas que también realizaban sacrificios animales antes de la conquista como era el caso de los sacrificios de cuyes o de llamas, según comenta Federico González Suárez. Ambos sacrificios, ya sea de animales autóctonos de América o de otros traídos de Europa eran rechazados por la iglesia, lo que entraba en conflicto con su popularidad.  

#### El desarrollo cultural

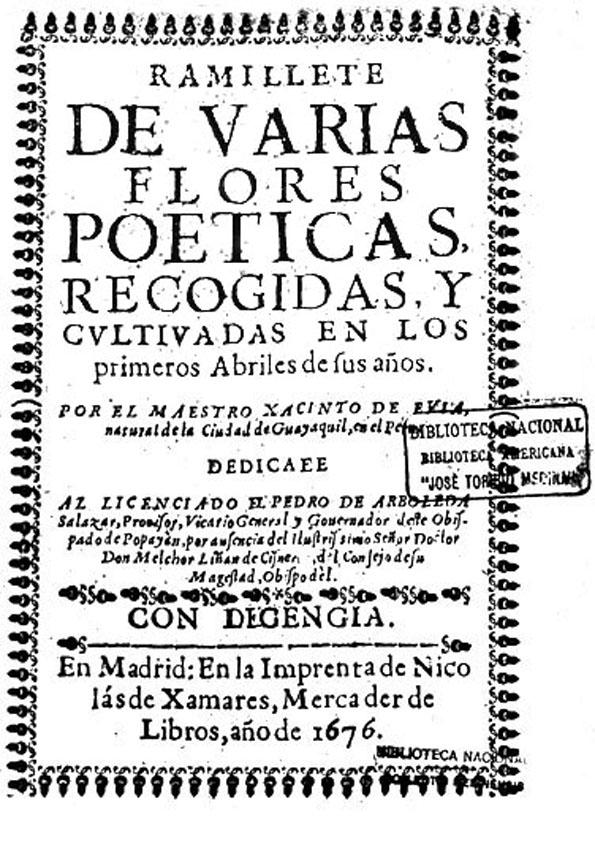
Ramillete de varias flores poéticas por Antonio de Bastidas

Durante su mandato, empezó a desarrollarse la carrera artística del importante pintor Miguel de Santiago, quien en 1670 empezaría su serie de pinturas acerca de la Doctrina Cristiana, realizadas durante varios años y que en la actualidad se encuentra en el Museo Fray Pedro Gocial, de la Orden Franciscana de Quito. Esta serie se caracteriza porque a través de un programa visual elaborado, empieza a combinar cada uno de los lienzos representando las siete virtudes, pecados capitales, sacramentos y obras de la misericordia. Por otro lado en el ámbito musical, el maestro de capilla Juan Hortuño de Larrea dominó gran parte de esta época. La dinastía Hortuño fue una de las principales familias que tuvieron a cargo la organización, composición e intepretación de la música en la Audiencia de Quito. Por si fuera poco, fue durante estos años que se escribiría y emprendería el largo proceso de publicación del primer poemario de Ecuador, el Ramillete, editando los escritos del padre el guayaquileño Antonio de Bastidas y su discípulo Jacinto de Evia. Con esto se daba inicio formalmente a las creaciones literarias dentro de la Audiencia de Quito, ya que además de la publicación del poemario, Bastidas era profesor de retórica y poética en la Universidad San Gregorio Magno, institucionalizando la creación literaria en la presidencia de Quito, durante esta época y que poco a poco vería sus frutos. Los jesuitas desarrollaron la literatura a tal punto que después fueron recopiladas sus composiciones por el padre Aurelio Espinosa Pólit, del grupo de jesuitas que habían sido expulsados en el siglo XVIII y creó un libro completo con ellas titulado Jesuitas quiteños del extrañamiento. La publicacón del Ramillete se hizo en 1676, tres años después de su muerte y antes de que se posesione Lope Antonio de Munive.
Después de su paso por la Audiencia de Quito debió servir, interinamente, la presidencia de la Real Audiencia de Santa Fe del Nuevo Reino de Granada, sin embargo en la mitad de dicho proceso le sorprendería la muerte en 1673 en dicha ciudad y en ejercicio de su cargo.